# 이누가미 양과 네코야마 양
이누가미 양과 네코야마 양(일본어: 犬神さんと猫山さん 이누가미산토 네코야마산[*])은 쿠즈시로가 쓴 일본의 4컷 백합 만화이다. 이치진샤의 《코믹 유리히메》 2012년 1월호(2011년 11월 18일부터 발간)부터 2017년 4월호까지 연재되었다. 매호 2화씩 연재되고 있다. 텔레비전 애니메이션은 2014년 4월 10일부터 6월 27일까지 텔레비전 사이타마 등에서 방영되었다.

## 줄거리
이 이야기는 고양이를 좋아하면서 강아지같이 생긴 소녀 이누가미 야치요와 강아지를 좋아하면서 고양이같이 생긴 네코야마 스즈라는 두 고등학생의 이야기를 다룬다. 그 둘 사이에는 특별한 관계가 있는데...

## 등장인물
이누가미 야치요(犬神 八千代)
성우 - 우에사카 스미레
16세. 이름과 성격이 개를 연상시킴에도 불구하고 사실 고양이를 좋아한다.
네코야마 스즈(猫山 鈴)
성우 - 토야마 나오
16세. 이름과 성격이 고양이를 연상시킴에도 불구하고 사실 개를 좋아한다.
히라기 아키(柊木 秋)
성우 - 오오츠보 유카
야치요의 친구이자 스즈와 같은 반 친구. 때때로 정상인처럼 행동하여 야치오와 스즈의 관계를 정상으로 되돌려 놓으려고 한다.
네즈 미키네(杜松 美希音)
성우 - 호리노 사야카
야치요의 친구. 생쥐같이 생겼다. 치즈를 많이 먹으며 생물학부의 부원이다.
우시와카 유키지(牛若 雪路)
성우 - 후지모토 아오이
생물학부의 선배. 소같은 이름을 매우 좋아한다. 가슴이 풍만하다.
도리카이 히바리(鳥飼 ひばり)
성우 - 야마자키 에리이
사루토비 소라(猿飛 空)
성우 - 나가히로 쇼코
네코야마 다마키(猫山 珠喜)
성우 - 하라다 히토미

## 매체

### 만화
《이누가미 양과 네코야마 양》은 쿠즈시로가 그린 4컷 백합 만화로 시작했다. 만화는 이치진샤의 코믹 유리히메에 연재가 되고 있는데 제1화는 2011년 11월 18일의 2012년 1월호에 수록되었다. 2013년 2월 18에 첫 화부터 니코니코의 온라인 만화 잡지인 니코니코 유리히메를 통해 온라인 상에서 발매되고 있다.
 이치진샤는 이 만화를 모아서 두 권의 단행본을 발행했는데 2013년 1월 18일과 11월 18일에 유리히메 코믹스 상표 하에서 발행되었다. 제 3권은 2014년 4월 18일 발행 예정이다.
| 번호 | 제목                        | 일본어 출간일    | 일본어 ISBN            |
| ---- | --------------------------- | ---------------- | ---------------------- |
| 1    | 이누가미 양과 네코야마 양 1 | 2013년 1월 18일  | ISBN 978-4-7580-7224-3 |
| 2    | 이누가미 양과 네코야마 양 2 | 2013년 11월 18일 | ISBN 978-4-7580-7279-3 |
| 3    | 이누가미 양과 네코야마 양 3 | 2014년 4월 18일  | ISBN 978-4-7580-7299-1 |

### 애니메이션
5분 분량의 텔레비전 애니메이션은 텔레비전 사이타마에사 2014년 4월 10일부터 방영되고 있다. 스튜디오 세븐의 나가이 신페이가 감독, 제작, 각본을 맡았다. 텔레비전 사이타마에 이어서 텔레비전 가나가와, 교토 방송, SUN TV, AT-X에서 방영되며 니코니코와 반다이 패널에서도 송출된다.
 엔딩곡은 토야마 나오와 우에사카 스미레의 "절대♡복종 선언"(일본어: 絶対♡服従宣言 젯타이 후쿠주 센겐[*])이다.

#### 방영 목록
| # | 에피소드 제목                                                                                             | 방영일          |
| --- | --- | --------------- |
| 01 | 〈이누가미 양과 네코야마 양〉(犬神さんと猫山さん Inugami-san to Nekoyama-san[*])                          | 2014년 4월 10일 |
| 이누가미 야치요는 강아지처럼 생겼으나 고양이를 좋아하고, 네코야마 스즈는 고양이처럼 생겼으나 강아지를 좋아한다. 야치요와 스즈 둘 다와 친구인 히이라기 아키가 서로를 소개시켜 준 이후 야치요와 스즈는 자신이 좋아하는 동물을 닮은 서로에게 즉각적인 관심을 드러낸다. 스즈는 야치요를 집으로 초대해 세 마리의 애완견을 소개한다. | |                 |
| 02 | 〈우시카와 양과 네즈 양〉(牛若さんと杜松さん Ushiwaka-san to Nezu-san[*])                                 | 2014년 4월 17일 |
| 야치요는 같은 반 친구 네즈 미키네를 알게 되는데, 미키네는 생쥐를 좋아한다. 미키네는 야치요와 스즈를 생물학부에 데려가는데, 소를 매우 좋아하는 선배 우시카와 우키지를 만난다. | |                 |
| 03 | 〈네코야마 양과 마타타비 차〉(猫山さんとまたたび茶 Nekoyama-san to Matatabi-cha[*])                       | 2014년 4월 24일 |
| 야치요는 스즈를 순하고 다정하게 만들려고 술이 들어 있는 차를 가져 온다. 그러나 아키가 야치요를 막으려고 해서 차는 스즈 앞에 쏟아져 버린다. 그래서 스즈는 더 추해 진다. | |                 |
| 04 | 〈네코야마 양과 안경〉(猫山さんとメガネ Nekoyama-san to Megane[*])                                        | 2014년 5월 1일  |
| 시력검사를 하고 나서, 야치요와 아키는 스즈를 위해 안경 가게에 간다. | |                 |
| 05 | 〈네코야마 양과 노래방〉(猫山さんとカラオケ Nekoyama-san to Karaoke[*])                                   | 2014년 5월 8일  |
| 노레방에 처음 가는 모습을 야치요에게 보이고 싶지 않은 스즈는 미키네와 함께 연습 삼아 노래방에 간다. | |                 |
| 06 | 〈이누가미 양과 네코야마 양과 휴일〉(犬神さんと猫山さんと休日 Inugami-san to Nekoyama-san to Kyūjitsu[*]) | 2014년 5월 15일 |
| 스즈는 언니가 시킨 심부름 때문에 장을 보던 중 야치요, 아키, 아키의 여동생을 만난다. | |                 |
| 07 | 〈이누가미 양과 사루토비 양〉(犬神さんと猿飛さん Inugami-san to Sarutobi-san[*])                          | 2014년 5월 22일 |
| 학급회장 사루토비 소라는 자신이 원숭이를 닮았다고 하는 야치요의 장난을 받아치느라 힘든 시간을 보낸다. | |                 |
| 08 | 〈네코야마 양과 토리카이 양〉(猫山さんと鳥飼さん Nekoyama-san to Torikai-san[*])                          | 2014년 5월 29일 |
| 스즈와 야치요는 소라의 소꿉친구 토리카이 히바리를 만난다. 히바리는 병원에 입원해 있느라 학교에 장기간 결석했었다. | |                 |
| 09 | 〈이누가미 양과 사랑싸움〉(犬神さんと痴話喧嘩 Inugami-san to Chiwagenka[*])                               | 2014년 6월 5일  |
| 야치요와 스즈는 서로 싸우게 되는데, 아키는 곧 이 싸움은 사랑싸움 그 이상도 이하도 아니라는 것을 알게 된다. | |                 |